# Johannes Kirsch (Politiker)
Johannes Kirsch (* 1891; † 1951) war ein KPD-Politiker. Nach 1945 wurde er in der DDR als Widerstandskämpfer gegen den Nationalsozialismus geehrt.

## Leben
Kirsch war gelernter Sattler. Nach der Machtergreifung der Nationalsozialisten in Deutschland 1933 leitete er von Mai 1933 bis zu seiner Verhaftung am 3. September 1935 die in der Illegalität arbeitende Gruppe der KPD im Magdeburger Stadtteil Alte Neustadt. Nach seiner Verhaftung kam er zunächst in Untersuchungshaft. Der Volksgerichtshof verurteilte ihn am 27. November 1936 zu 5 Jahren Zuchthaus. Nach seiner Haftentlassung Ende Dezember 1940 setzte er seine illegalen politischen Tätigkeiten fort.
Er verstarb 1951 an Tuberkulose, die er sich während der Haft zugezogen hatte.
Die Stadt Magdeburg benannte ihm zu Ehren eine Straße (Johannes-Kirsch-Straße).